# 1. Fußball-Club Kaiserslautern 2014-2015
Questa voce raccoglie le informazioni riguardanti il 1. Fußball-Club Kaiserslautern nelle competizioni ufficiali della stagione 2014-2015.

## Stagione
Nella stagione 2014-2015 il Kaiserslautern, allenato da Kosta Runjaić, concluse il campionato di 2. Bundesliga al 4º posto. In coppa di Germania il Kaiserslautern fu eliminato agli ottavi di finale dal Bayer Leverkusen.

## Rosa
| N. |                      | Ruolo | Calciatore              |
| -- | -------------------- | ----- | ----------------------- |
| 1  | Germania (bandiera)  | P     | Tobias Sippel           |
| 3  | Germania (bandiera)  | D     | Tim Heubach             |
| 4  | Germania (bandiera)  | D     | Willi Orban (capitano)  |
| 5  | Turchia (bandiera)   | C     | Kerem Demirbay          |
| 6  | Finlandia (bandiera) | C     | Alexander Ring          |
| 7  | Germania (bandiera)  | D     | Michael Schulze         |
| 9  | Germania (bandiera)  | A     | Simon Zoller            |
| 10 | Germania (bandiera)  | A     | Philipp Hofmann         |
| 11 | Norvegia (bandiera)  | C     | Ruben Yttergård Jenssen |
| 13 | Germania (bandiera)  | D     | Florian Riedel          |
| 14 | Germania (bandiera)  | A     | Sebastian Jacob         |
| 16 | Algeria (bandiera)   | C     | Karim Matmour           |
| 17 | Germania (bandiera)  | D     | André Fomitschow        |

| N. |                     | Ruolo | Calciatore          |
| -- | ------------------- | ----- | ------------------- |
| 18 | Germania (bandiera) | C     | Erik Thommy         |
| 19 | Germania (bandiera) | C     | Marcel Gaus         |
| 20 | Austria (bandiera)  | C     | Kevin Stöger        |
| 22 | Germania (bandiera) | P     | Julian Pollersbeck  |
| 23 | Germania (bandiera) | C     | Mateusz Klich       |
| 28 | Germania (bandiera) | C     | Amin Younes         |
| 31 | Germania (bandiera) | D     | Chris Löwe          |
| 32 | Germania (bandiera) | P     | Marius Müller       |
| 36 | Ghana (bandiera)    | C     | Manfred Osei Kwadwo |
| 37 | Germania (bandiera) | C     | Markus Karl         |
| 38 | Germania (bandiera) | D     | Michael Schindele   |
| 39 | Germania (bandiera) | D     | Jean Zimmer         |

## Organigramma societario
Area tecnica
- Allenatore: Kosta Runjaić
- Allenatore in seconda: Ilija Gruev, Oliver Schäfer
- Preparatore dei portieri: Gerald Ehrmann
- Preparatori atletici:

## Risultati

### 2. Bundesliga

#### Girone di andata
| Arbitro: | Dankert |

|                                   |           |                 |
| Lakić 68’ (rig.), 71’ Hofmann 80’ | Marcatori | 26’, 33’ Okotie |

| Arbitro: | Osmers |

|             |           |          |
| Mühling 89’ | Marcatori | 77’ Ring |

| Arbitro: | Perl |

|                              |           |            |
| Matmour 11’ Lakić 53’ (rig.) | Marcatori | 3’ Kruppke |

| Arbitro: | Brand |

|                            |           |                      |
| Barth 65’ Grech 86’ (rig.) | Marcatori | 15’ Stöger 71’ Lakić |

| Arbitro: | Fritz |

|           |           |  |
| Orban 37’ | Marcatori |  |

| Arbitro: | Gagelmann |

|                              |           |          |
| Stiepermann 57’ Weilandt 82’ | Marcatori | 11’ Ring |

| Arbitro: | Meyer |

|          |           |  |
| Ring 42’ | Marcatori |  |

| Arbitro: | Kinhöfer |

|                              |           |                   |
| Candeias 24’ Schöpf 41’, 51’ | Marcatori | 62’ Ring 71’ Löwe |

| Arbitro: | Kempter |

|                    |           |  |
| Lakić 20’ Gaus 35’ | Marcatori |  |

| Arbitro: | Brych |

|                 |           |            |
| Schnatterer 79’ | Marcatori | 77’ Younes |

| Arbitro: | Stark |

|          |           |                |
| Gaus 90’ | Marcatori | 76’ Pohjanpalo |

| Lipsia 3 novembre 2014, ore 20:15 CET 12ª giornata | RB Lipsia | 0 – 0 referto | Kaiserslautern | Red Bull Arena (25 637 spett.)\| Arbitro: \| Perl \| |
| Arbitro:                                           | Perl      |               |                |                                                      |

| Arbitro: | Kampka |

|                     |           |                        |
| Lakić 48’ Jacob 82’ | Marcatori | 32’ Terodde 88’ Šesták |

| Kaiserslautern 21 novembre 2014, ore 20:30 CET 14ª giornata | Kaiserslautern | 0 – 0 referto | Darmstadt | Fritz-Walter-Stadion (36 013 spett.)\| Arbitro: \| Steinhaus \| |
| Arbitro:                                                    | Steinhaus      |               |           |                                                                 |

| Arbitro: | Hartmann |

|                 |           |                                 |
| Halstenberg 59’ | Marcatori | 22’ Younes 30’ Zimmer 87’ Jacob |

| Arbitro: | Grudzinski |

|                          |           |  |
| Orban 7’, 41’ Zimmer 27’ | Marcatori |  |

| Arbitro: | Kircher |

|                        |           |  |
| Hinterseer 52’ Lex 84’ | Marcatori |  |

#### Girone di ritorno
| Arbitro: | Kinhöfer |

|           |           |          |
| Stark 26’ | Marcatori | 85’ Karl |

| Arbitro: | Thomsen |

|             |           |  |
| Hofmann 73’ | Marcatori |  |

| Arbitro: | Zwayer |

|  |           |                      |
|  | Marcatori | 35’ Hofmann 73’ Ring |

| Arbitro: | Cortus |

|            |           |  |
| Zimmer 23’ | Marcatori |  |

| Arbitro: | Rohde |

|                     |           |  |
| Grifo 71’ Dedič 89’ | Marcatori |  |

| Arbitro: | Stegemann |

|                            |           |                |
| Zimmer 37’ Löwe 48’ (rig.) | Marcatori | 85’ Gießelmann |

| Berlino 8 marzo 2015, ore 13:30 CET 24ª giornata | Union Berlino | 0 – 0 referto | Kaiserslautern | Stadion An der Alten Försterei (20 842 spett.)\| Arbitro: \| Meyer \| |
| Arbitro:                                         | Meyer         |               |                |                                                                       |

| Arbitro: | Welz |

|                      |           |            |
| Ring 14’ Hofmann 30’ | Marcatori | 90’ Schöpf |

| Karlsruhe 22 marzo 2015, ore 13:30 CET 26ª giornata | Karlsruhe | 0 – 0 referto | Kaiserslautern | Wildparkstadion (27 556 spett.)\| Arbitro: \| Kircher \| |
| Arbitro:                                            | Kircher   |               |                |                                                          |

| Arbitro: | Ittrich |

|                                            |           |  |
| Orban 4’ Matmour 42’ Klich 77’ Hofmann 86’ | Marcatori |  |

| Arbitro: | Aytekin |

|                   |           |           |
| Liendl 90’ (rig.) | Marcatori | 8’ Zoller |

| Arbitro: | Hartmann |

|            |           |             |
| Zoller 20’ | Marcatori | 16’ Poulsen |

| Arbitro: | Gagelmann |

|  |           |                        |
|  | Marcatori | 31’ Zoller 76’ Hofmann |

| Arbitro: | Stark |

|                                           |           |                         |
| Brégerie 19’ (rig.) König 22’ Behrens 40’ | Marcatori | 13’ Demirbay 88’ Stöger |

| Arbitro: | Kinhöfer |

|  |           |                                  |
|  | Marcatori | 47’ Kalla 55’ (rig.) Halstenberg |

| Aue 17 maggio 2015, ore 15:30 CEST 33ª giornata | Erzgebirge Aue | 0 – 0 referto | Kaiserslautern | Sparkassen-Erzgebirgsstadion (15 300 spett.)\| Arbitro: \| Sippel \| |
| Arbitro:                                        | Sippel         |               |                |                                                                      |

| Arbitro: | Stieler |

|            |           |                  |
| Thommy 41’ | Marcatori | 81’ Christiansen |

### Coppa di Germania
| Arbitro: | Stegemann |

|                           |                      |                                           |
| Wiemann Book Mrowca Geyer | Tiri di rigore 3 – 5 | Hofmann Fomitschow Mugoša Torrejón Heintz |

| Arbitro: | Dankert |

|                  |           |  |
| Hofmann 12’, 23’ | Marcatori |  |

| Arbitro: | Winkmann |

|                               |           |  |
| Çalhanoğlu 102’ Kießling 113’ | Marcatori |  |

## Statistiche

### Statistiche di squadra
| Competizione      | Punti | In casa | In casa | In casa | In casa | In casa | In casa | In trasferta | In trasferta | In trasferta | In trasferta | In trasferta | In trasferta | Totale | Totale | Totale | Totale | Totale | Totale | DR  |
| Competizione      | Punti | G       | V       | N       | P       | Gf      | Gs      | G            | V            | N            | P            | Gf           | Gs           | G      | V      | N      | P      | Gf     | Gs     | DR  |
| ----------------- | ----- | ------- | ------- | ------- | ------- | ------- | ------- | ------------ | ------------ | ------------ | ------------ | ------------ | ------------ | ------ | ------ | ------ | ------ | ------ | ------ | --- |
| 2. Bundesliga     | 56    | 17      | 11      | 5       | 1       | 27      | 12      | 17           | 3            | 9            | 5            | 18           | 19           | 34     | 14     | 14     | 6      | 45     | 31     | +14 |
| Coppa di Germania | -     | 1       | 1       | 0       | 0       | 2       | 0       | 2            | 0            | 1            | 1            | 0            | 2            | 3      | 1      | 1      | 1      | 2      | 2      | 0   |
| Totale            | -     | 18      | 12      | 5       | 1       | 29      | 12      | 19           | 3            | 10           | 6            | 18           | 21           | 37     | 15     | 15     | 7      | 47     | 33     | +14 |

### Andamento in campionato
| Giornata  | 1 | 2 | 3 | 4 | 5 | 6 | 7 | 8 | 9 | 10 | 11 | 12 | 13 | 14 | 15 | 16 | 17 | 18 | 19 | 20 | 21 | 22 | 23 | 24 | 25 | 26 | 27 | 28 | 29 | 30 | 31 | 32 | 33 | 34 |
| --------- | - | - | - | - | - | - | - | - | - | -- | -- | -- | -- | -- | -- | -- | -- | -- | -- | -- | -- | -- | -- | -- | -- | -- | -- | -- | -- | -- | -- | -- | -- | -- |
| Luogo     | C | T | C | T | C | T | C | T | C | T  | C  | T  | C  | C  | T  | C  | T  | T  | C  | T  | C  | T  | C  | T  | C  | T  | C  | T  | C  | T  | T  | C  | T  | C  |
| Risultato | V | N | V | N | V | P | V | P | V | N  | N  | N  | N  | N  | V  | V  | P  | N  | V  | V  | V  | P  | V  | N  | V  | N  | V  | N  | N  | V  | P  | P  | N  | N  |
| Posizione | 1 | 5 | 4 | 6 | 4 | 7 | 3 | 5 | 2 | 3  | 5  | 5  | 4  | 8  | 5  | 2  | 5  | 5  | 5  | 2  | 2  | 4  | 3  | 3  | 3  | 2  | 2  | 2  | 2  | 2  | 2  | 3  | 4  | 4  |

Legenda:

Luogo: C = Casa; T = Trasferta. Risultato: V = Vittoria; N = Pareggio; P = Sconfitta.

### Statistiche dei giocatori
| Giocatore      | 2. Bundesliga | 2. Bundesliga | 2. Bundesliga | 2. Bundesliga | Coppa di Germania | Coppa di Germania | Coppa di Germania | Coppa di Germania | Totale   | Totale | Totale      | Totale     |
| Giocatore      | Presenze      | Reti          | Ammonizioni   | Espulsioni    | Presenze          | Reti              | Ammonizioni       | Espulsioni        | Presenze | Reti   | Ammonizioni | Espulsioni |
| -------------- | ------------- | ------------- | ------------- | ------------- | ----------------- | ----------------- | ----------------- | ----------------- | -------- | ------ | ----------- | ---------- |
| M. Müller      | 6             | 0             | 1             | 0             | 2                 | 0                 | 0                 | 0                 | 8        | 0      | 1           | 0          |
| J. Pollersbeck | -             | -             | -             | -             | -                 | -                 | -                 | -                 | -        | -      | -           | -          |
| R. Sallinger   | -             | -             | -             | -             | -                 | -                 | -                 | -                 | -        | -      | -           | -          |
| T. Sippel      | 29            | 0             | 0             | 1             | 1                 | 0                 | 0                 | 0                 | 30       | 0      | 0           | 1          |
| A. Fomitschow  | 11            | 0             | 0             | 0             | 3                 | 0                 | 1                 | 0                 | 14       | 0      | 1           | 0          |
| M. Gaus        | 10            | 2             | 2             | 0             | 1                 | 0                 | 0                 | 0                 | 11       | 2      | 2           | 0          |
| D. Heintz      | 25            | 0             | 1             | 0             | 1                 | 0                 | 0                 | 0                 | 26       | 0      | 1           | 0          |
| T. Heubach     | 16            | 0             | 4             | 0             | 2                 | 0                 | 0                 | 0                 | 18       | 0      | 4           | 0          |
| C. Löwe        | 33            | 2             | 4             | 0             | 1                 | 0                 | 0                 | 0                 | 34       | 2      | 4           | 0          |
| W. Orban       | 31            | 4             | 5             | 0             | 3                 | 0                 | 1                 | 0                 | 34       | 4      | 6           | 0          |
| F. Riedel      | -             | -             | -             | -             | -                 | -                 | -                 | -                 | -        | -      | -           | -          |
| M. Schindele   | 1             | 0             | 0             | 0             | -                 | -                 | -                 | -                 | 1        | 0      | 0           | 0          |
| M. Schulze     | 24            | 0             | 3             | 0             | 3                 | 0                 | 0                 | 0                 | 27       | 0      | 3           | 0          |
| J. Zimmer      | 28            | 4             | 4             | 0             | 3                 | 0                 | 1                 | 0                 | 31       | 4      | 5           | 0          |
| K. Demirbay    | 22            | 1             | 3             | 0             | 1                 | 0                 | 1                 | 0                 | 23       | 1      | 4           | 0          |
| R. Jenssen     | 21            | 0             | 2             | 0             | 3                 | 0                 | 1                 | 0                 | 24       | 0      | 3           | 0          |
| M. Karl        | 32            | 1             | 13            | 0             | 1                 | 0                 | 0                 | 0                 | 33       | 1      | 13          | 0          |
| M. Klich       | 5             | 1             | 1             | 0             | -                 | -                 | -                 | -                 | 5        | 1      | 1           | 0          |
| M. Osei-Kwadwo | 1             | 0             | 0             | 0             | -                 | -                 | -                 | -                 | 1        | 0      | 0           | 0          |
| A. Ring        | 24            | 6             | 6             | 0             | 2                 | 0                 | 0                 | 0                 | 26       | 6      | 6           | 0          |
| K. Stöger      | 30            | 2             | 5             | 0             | 3                 | 0                 | 1                 | 0                 | 33       | 2      | 6           | 0          |
| E. Thommy      | 4             | 1             | 0             | 0             | -                 | -                 | -                 | -                 | 4        | 1      | 0           | 0          |
| A. Younes      | 14            | 2             | 1             | 1             | 1                 | 0                 | 0                 | 0                 | 15       | 2      | 1           | 1          |
| P. Hofmann     | 30            | 6             | 2             | 0             | 3                 | 2                 | 1                 | 0                 | 33       | 8      | 3           | 0          |
| S. Jacob       | 21            | 2             | 0             | 0             | 2                 | 0                 | 0                 | 0                 | 23       | 2      | 0           | 0          |
| K. Matmour     | 24            | 2             | 2             | 0             | 3                 | 0                 | 0                 | 0                 | 27       | 2      | 2           | 0          |
| S. Zoller      | 13            | 3             | 1             | 0             | 1                 | 0                 | 0                 | 0                 | 14       | 3      | 1           | 0          |
| S. Lakić       | 16            | 6             | 2             | 0             | -                 | -                 | -                 | -                 | 16       | 6      | 2           | 0          |
| S. Mugoša      | 1             | 0             | 0             | 0             | 1                 | 0                 | 0                 | 0                 | 2        | 0      | 0           | 0          |
| M. Torrejón    | 3             | 0             | 2             | 0             | 1                 | 0                 | 0                 | 0                 | 4        | 0      | 2           | 0          |